# Euphorbia pannonica
Euphorbia pannonica es una especie de planta perteneciente a la familia Euphorbiaceae.

## Distribución
Su hábitat comprende el centro y este de Europa, hasta el norte y centro de Turquía y el Cáucaso. Se encuentra en prados, llanuras y en los márgenes de los campos.

## Taxonomía
Euphorbia pannonica fue descrita por Nicolaus Thomas Host y publicado en Flora Austriaca 2: 566. 1831.
Etimología
Euphorbia: nombre genérico que deriva del médico griego del rey Juba II de Mauritania (52 a 50 a. C. - 23), Euphorbus, en su honor – o en alusión a su gran vientre –  ya que usaba médicamente Euphorbia resinifera. En 1753 Carlos Linneo asignó el nombre a todo el género.
pannonica: epíteto latino que significa "de la provincia romana de Pannonia"
Sinonimia
- Euphorbia glareosa var. pannonica (Host) Nyman
- Tithymalus pannonicus (Host) Á.Löve & D.Löve
- Tithymalus nicaeensis subsp. pannonicus (Host) Soják
- Euphorbia glareosa var. lasiocarpa Boiss.
- Euphorbia novorossica Dubovik
- Euphorbia nicaeensis var. lasiocarpa (Boiss.) Radcl.-Sm. & Govaerts[6][7]